# Ateles geoffroyi ornatus
Вишукана павукоподібна мавпа ( Ateles geoffroyi ornatus ) є підвидом павукоподібної мавпи Жоффруа, мавп Нового Світу.  Зустрічаються в Коста-Ріці та Панамі. Вид знаходить під загрозою зникнення.   

## Опис
Вишукана павукоподібна мавпа — одна з найбільших мавп Нового Світу. Довжина примата становить від 30 до 63 см, а вага - від 6 до 9 кг. Хвіст довший за тулуб і становить від 63 до 85 см. Самці і самиці приблизно однакового розміру.   

## Дієта

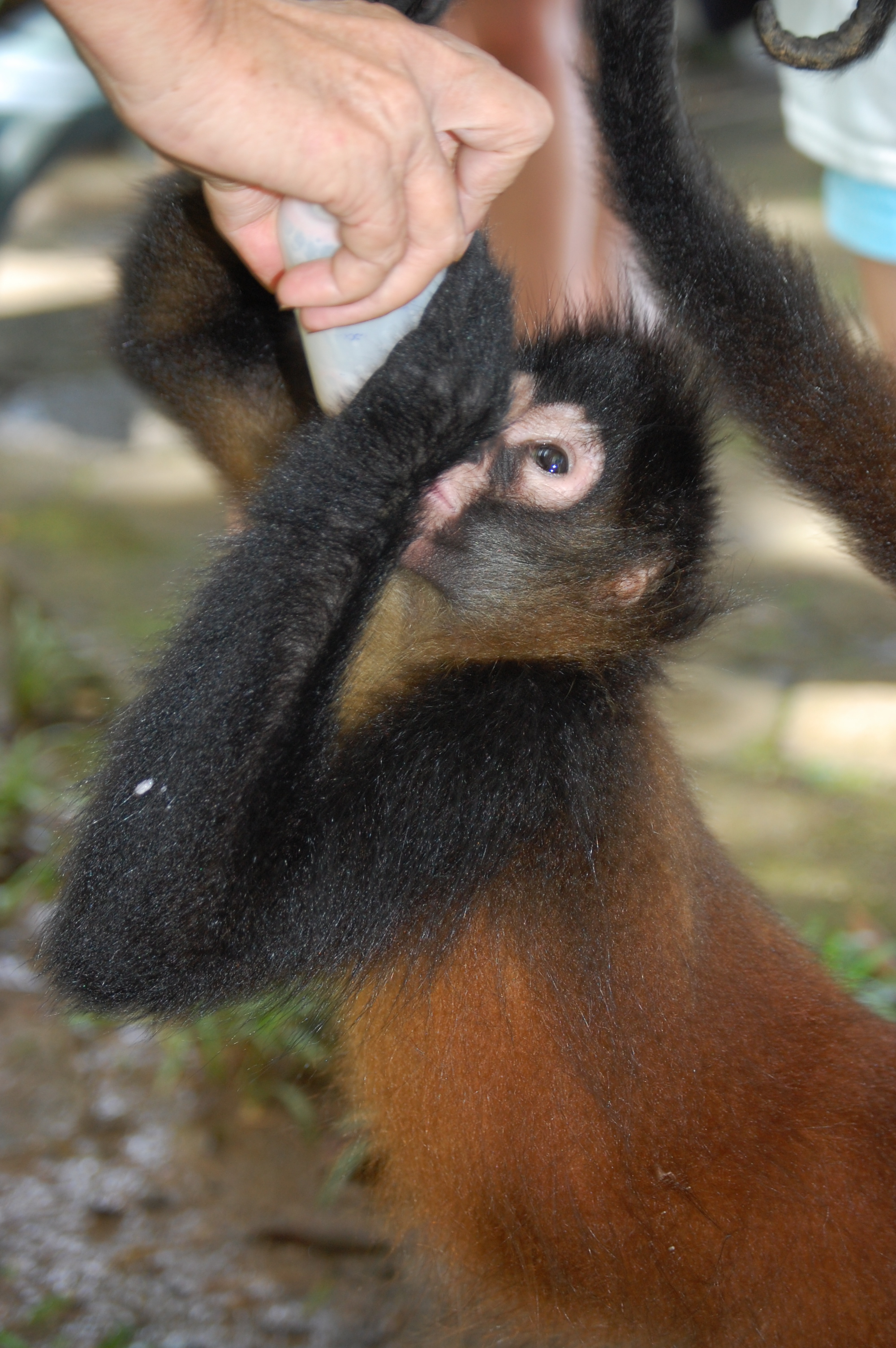
22-місячна самка А. г. ornatus у центрі реабілітації дикої природи на півдні Коста-Ріки. У неповнолітньому віці її обличчя світле, але після статевої зрілості воно темніє.

Харчується переважно фруктами,обирають стиглі та м’ясисті, і витрачає до 70–80% свого часу на пошуки їжі. Також вживають у раціон молоде листя, яке збагачує їх раціон білком.  До раціону також входять квіти, кора, комахи, мед, насіння та бруньки.    

## Поведінка
Вишукана павукоподібна мавпа дуже комунікабельна і користується різноманітними звуками, такими як  гавкіт, рик, вереск, писк, тощо.   
Єдиними природними хижаками є ягуари, пуми та гарпії. Часто страждає від браконьєрства.   